# Religión en Tanzania
Las estadísticas actuales sobre la religión en Tanzania no están disponibles porque las encuestas religiosas han sido eliminadas de informes de censo del gobierno desde 1967. Sociólogos y dirigentes religiosos estiman que las comunidades musulmanas y cristianas  son aproximadamente iguales en número de seguidores, cada una contabilidad desde un 30 a un 40 por ciento de la población, y el resto compuesto de practicantes de otras fes mundiales, practicantes de religiones indígenas, y personas no religiosas.

## Estadísticas
Desde hace muchos años las estimaciones han repetido que cada tercio de la población sigue Islam, cristianismo y religiones tradicionales.
Como no hay un porcentaje tan grande de religiosos tradicionales una serie de estimaciones competitivas dan a una u otra parte una gran proporción o intentan mostrar partes iguales. Una encuesta de Pew de 2010 encontró que el 61,4 por ciento de los encuestados eran cristianos, el 35,2 por ciento eran musulmanes, el 1,8 por ciento seguía las religiones tradicionales africanas, el 1,4 por ciento no afiliado y el 0,1 por ciento a ser hindú. Las estadísticas relacionadas con la religión para Tanzania ha sido considerada notoriamente sesgadas y poco fiables.
Aproximadamente el 98 por ciento de la población en Zanzíbar es musulmán. hay también comunidades activas de otros grupos religiosos, principalmente en el continente, como budistas, Hindus, Sijis, y Bahá'ís. En 2015 un estudio estimaba en 180,000 creyentes cristianos con el resto musulmán del país, la mayoría siendo protestantes de alguna rama.

## Abrahámicas

### Cristianismo
La población cristiana está en gran parte compuesta de protestantes y católicos. Entre los últimos, el gran número de luteranos y Moravianos apunta al pasado alemán del país mientras el número de anglicanos apunta a la historia británica de Tanganyika. Todos de ellos han tenido alguna influencia en grados variables del movimiento Walokole  (Resurgimiento africano Del este), el cual también ha sido tierra fértil para la difusión de grupos pentecostales.[cita requerida]

### Islam
En el continente, las comunidades musulmanas están concentradas en áreas costeras, con algunas mayorías musulmanas grandes también en áreas urbanos especialmente y a lo largo de las rutas de caravana anteriores. La mayoría de la población musulmana del país es sunni de la escuela Shafi de jurisprudencia; el resto consta de varios subgrupos chiitas (20%), mayoritariamente de descendientes asiáticos y el movimiento islámico Ahmadiyya (15%).

## Religiones indias

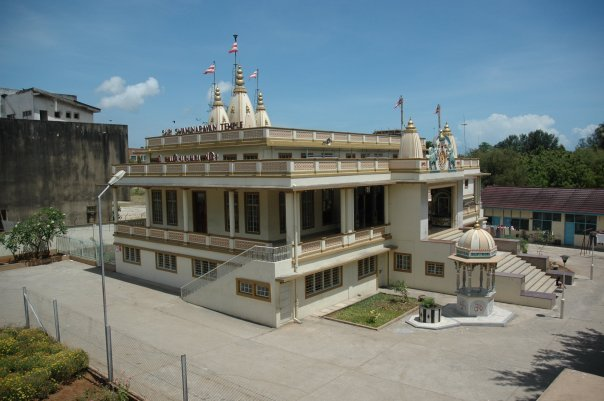
Templo Swaminarayan

## Religión y sociedad
La Constitución proporciona libertad de culto, y el Gobierno generalmente respeta este derecho. Ha habido casos de tensión entre secular y fundamentalistas musulmanes cuando estos últimos han pedido a los musulmanes adoptar una interpretación más estricta de Islam en sus vidas diarias.